# Jacob van Eyck
Jacob van Eyck (1590 -. 26 tháng 3 1657) là một nhà quý tộc và nhạc sĩ người Hà Lan. Ông là một trong những nhạc sĩ nổi tiếng nhất ở Hà Lan vào thế kỷ XVII như một người chơi chuông hòa âm, chuyên gia về đúc và điều chỉnh chuông, nghệ sĩ chơi đàn đại phong cầm.
Van Eyck bị mù bẩm sinh và sống trong một gia đình quý tộc ở thị trấn nhỏ của Heusden. Năm 1625 ông rời nhà và trở thành người chơi chuông hòa âm của tháp Dom ở thành phố Utrecht, năm 1628 ông trở thành Giám đốc Carillons Utrecht. René Descartes, Isaac Beeckman và các nhà khoa học khác đã ca ngợi kiến thức của ông về âm học, tài năng đúc, điều chỉnh và chơi chuông của ông.
Ông đã sáng tác Der Fluyten Lust-hof (The Flute's Garden of Delights hoặc The Flute's Pleasure Garden). Các phiên bản của tác phẩm này xuất hiện trong năm 1644, 1646, 1649, 1654, và 1656. Der Fluyten Lust-hof là một bộ sưu tập rất rộng khoảng 140 giai điệu. Các chủ đề bao gồm các bài hát dân gian, điệu nhảy và các tác phẩm nhạc tôn giáo. Một số các biến thể được coi là thách thức ngay cả đối với một người chơi nhiều kinh nghiệm. Der Fluyten Lust-hof  vẫn là tác phẩm lớn nhất cho khí nhạc trong lịch sử châu Âu.